# Hűtőgép

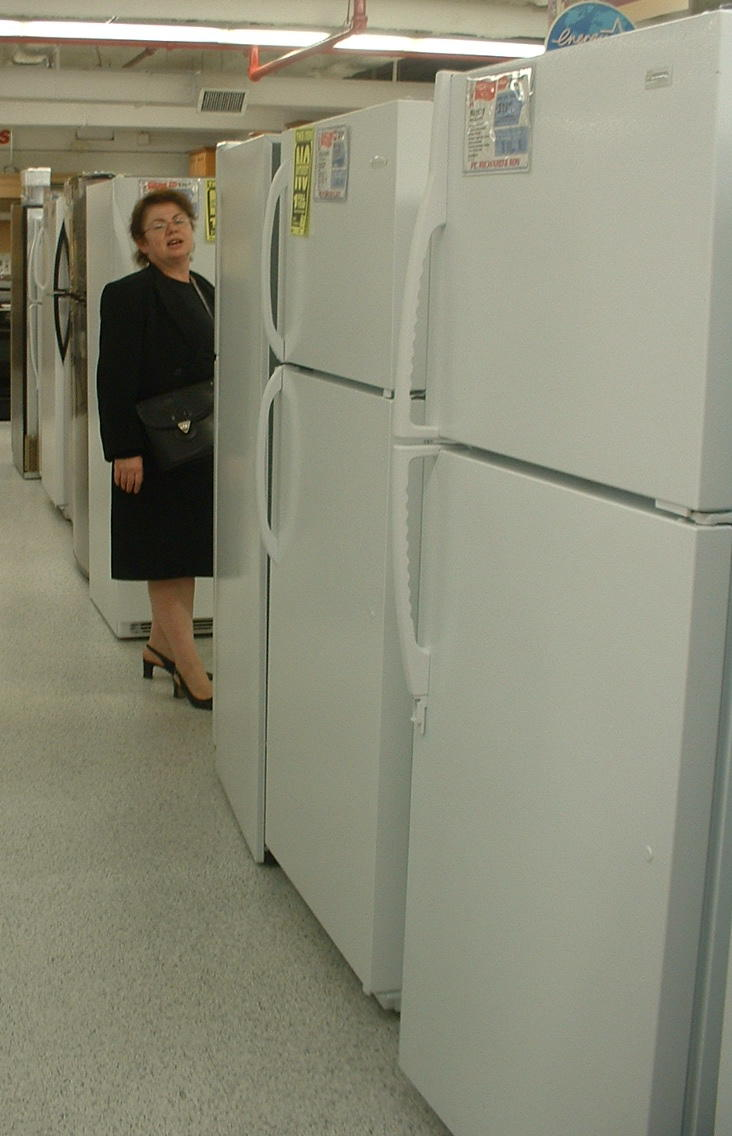
Háztartási hűtőszekrények egy áruházban

A hűtőgép olyan szerkezet, mellyel mesterségesen a környezetnél alacsonyabb hőmérsékletet lehet előállítani és tartósan fenntartani.
Hűtést természetes vagy mesterséges eljárással lehet végezni. Természetes mód az, ha valamilyen hideg tárgyat hozunk kapcsolatba a hűtendő hellyel. Évszázadok óta használatos a vízjéggel való hűtés. Télen képződött jeget (folyóból vagy tóból kivágva) jól szigetelt árnyékos tárolókba, jégvermekbe rakták, itt még a forró nyári napokra is megmaradt annyi jég, hogy fel lehetett használni frissítők készítéséhez.
Mesterséges hűtésre a hűtőgépek (hűtőberendezések) szolgálnak.

## A hűtőgépek története
- 1748 – a Glasgow-i Egyetemen William Cullen az első mesterséges hűtést alkalmazza (etil-éter).
- 1805 – Az első gőzzel működő hűtőgépet Oliver Evans készíti el.
- 1835 – Perkins: szabadalmaztatta dimetil-éteres hűtőgépét.
- 1842 – Levegő hűtőközeges hűtőgépet készít John Gorrie.
- 1856 – A hűtés ipari alkalmazása: Alexander C. Twinning
- 1856 – James Harrison gőzkompressziós hűtést használ.
- 1859 – Ferdinand Carré ammóniás abszorpciós hűtőgépet szerkeszt.
- 1867 – J. B. Sutherland elkészíti az első hűtött vasúti kocsit.
- 1876 – Carl von Linde kifejleszti az első ammóniás kompresszoros hűtőgépet.
- 1895 – Levegő cseppfolyósítása nagyüzemi szinten Linde találmánya alapján.
- 1901 – Linde a folyékony levegő frakcionális desztillációjával tiszta folyékony oxigént és nitrogént állít elő.
- 1913 – DOMELRE: az első háztartási hűtőgép piacra dobása. Amerikai Egyesült Államok, Chicago
- 1922 – Az abszorpciós hűtőszekrények feltalálása Svédországban - az  első  (mozgó alkatrész nélküli) háztartási hűtőgépek (gyártva 1926-tól), melyek lényegesen olcsóbbak voltak a korábbiaknál.
- 1928 – A freon feltalálása (Thomas Midgley Charles Franklin).
- 1939 – Az Electrolux első fagyasztó kamrás háztartási hűtőgépei.
- 1974 – A freon ózonréteg-károsító hatásának felfedezése.[1]

## A hűtőgépek működési elve
Hűtőgépeket többféle működési elv szerint lehet készíteni. Termodinamikai elven működő hűtőgépek:
- Gőzkompressziós hűtőgép. Ilyen a legtöbb háztartási hűtőszekrény.
- Abszorpciós hűtőszekrény. Egyik típusa Albert Einstein és Szilárd Leó közös találmánya. Kisebb háztartási hűtőgépek működésének alapja.
- Gőzsugaras hűtőgép. Klímaberendezésekben szokásos.
- Levegő hűtőközegű hűtőgép. Repülőgépek utasterének hűtésére használatos.

Nem termodinamikai elven működő hűtőgépek:
- Termoelektromos hűtőgép. A Peltier-effektust használja fel. Kempingberendezésekben, műszerek, űreszközök hűtésére használják.[2]
- Termoakusztikus hűtőgép. Még többnyire kísérleti fázisban lévő berendezés.[3]

Ideális hűtőgép vázlata

## Ideális termodinamikai hűtőgép
A Carnot-hőerőgép működésének megfordítása az ideális hűtőgép, a gőzkompressziós hűtőkörfolyamat idealizált fizikai alapmodellje. A körfolyamatot ideális gáz hűtőközeggel lehet szemléltetni, mely zárt rendszerben áramlik a nyíl irányában. A hűtendő helyiség jele E, itt hőt ad le a hűtendő objektum, a hűtőközeg felmelegszik. A K kompresszor végzi a gáz áramoltatását, összenyomja a hűtőközeget, mely izentropikus kompressziót szenved. A felmelegedett gáz a C hőcserélőn át hőt ad le, majd az Exp jelű expanziós gépben (gázturbinában) izentropikus expanzió megy végbe, a gázturbina közben hasznos munkát termel. A hűtés munkaszükséglete a kompresszor által felvett és az expanziós gép által leadott munka különbsége.

## Külső hivatkozások
- Túlhűtés, jegesedés, szivárgás: így hozd rendbe a hűtődet
- Hűtőgép működése animációval
- Élelmiszeripari hűtési eljárások
- Kína 12 V-os hordozható hűtőszekrények gyártói